# Benthophilus
Benthophilus – rodzaj ryb z rodziny babkowatych (Gobiidae).

## Klasyfikacja
Gatunki zaliczane do tego rodzaju:
| - Benthophilus abdurahmanovi - Benthophilus baeri - Benthophilus casachicus - Benthophilus ctenolepidus - Benthophilus durrelli - Benthophilus granulosus – babka szorstka - Benthophilus grimmi - Benthophilus kessleri - Benthophilus leobergius - Benthophilus leptocephalus | - Benthophilus leptorhynchus - Benthophilus macrocephalus - babka wielkogłowa - Benthophilus magistri - Benthophilus mahmudbejovi - Benthophilus nudus - Benthophilus pinchuki - Benthophilus ragimovi - Benthophilus spinosus - Benthophilus stellatus – babka gwiaździsta - Benthophilus svetovidovi |

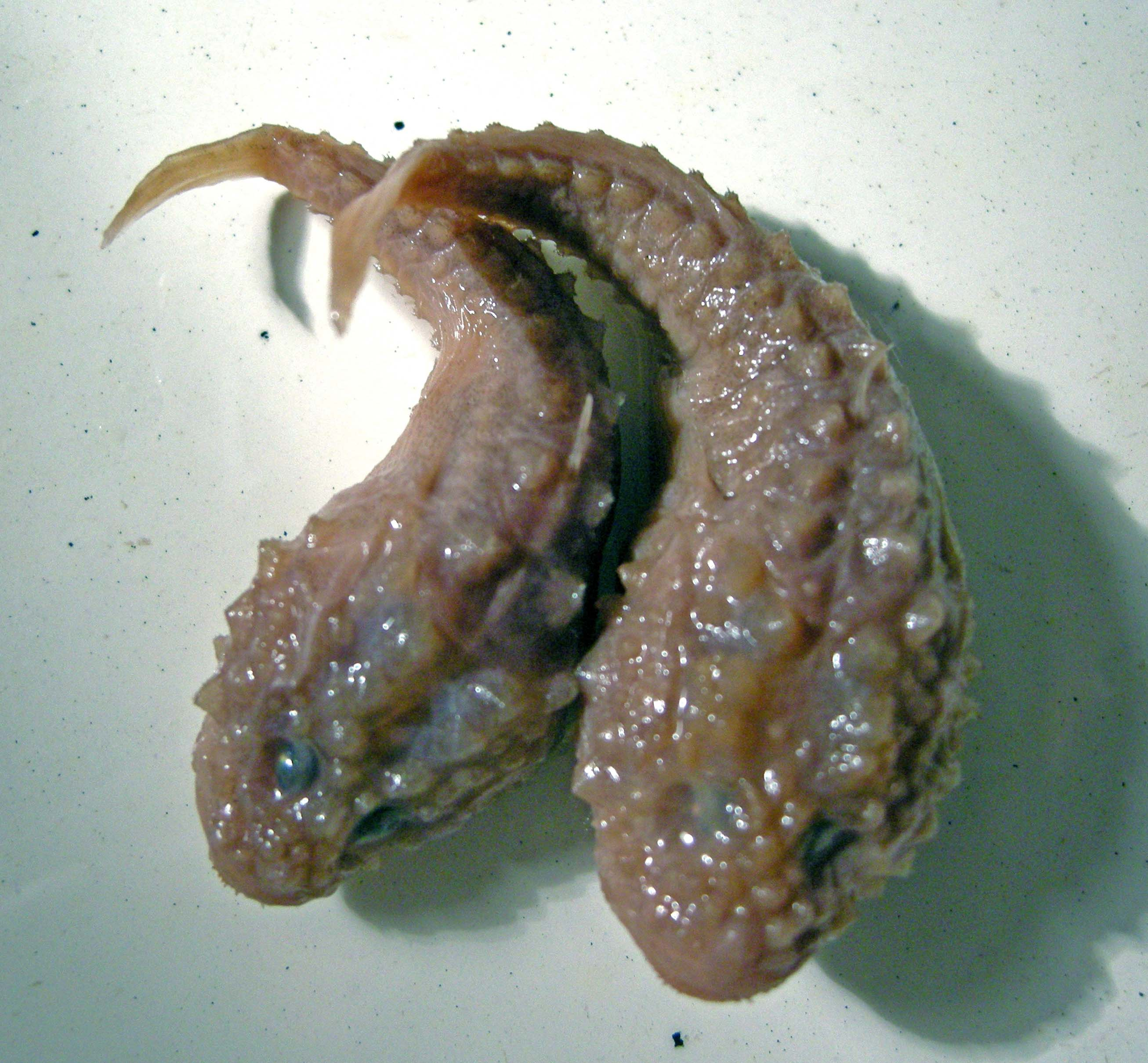
Benthophilus baeri
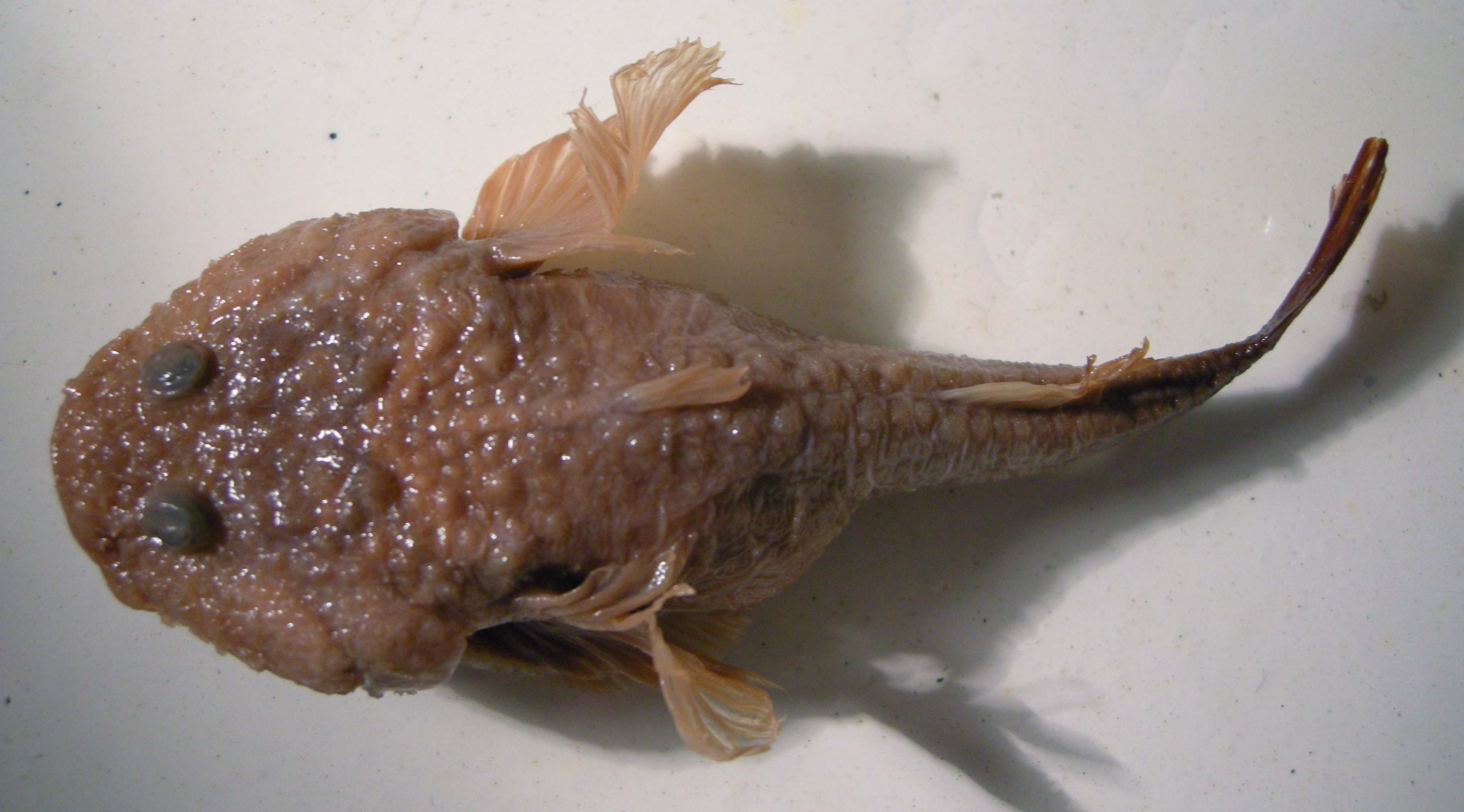
Benthophilus casachicus
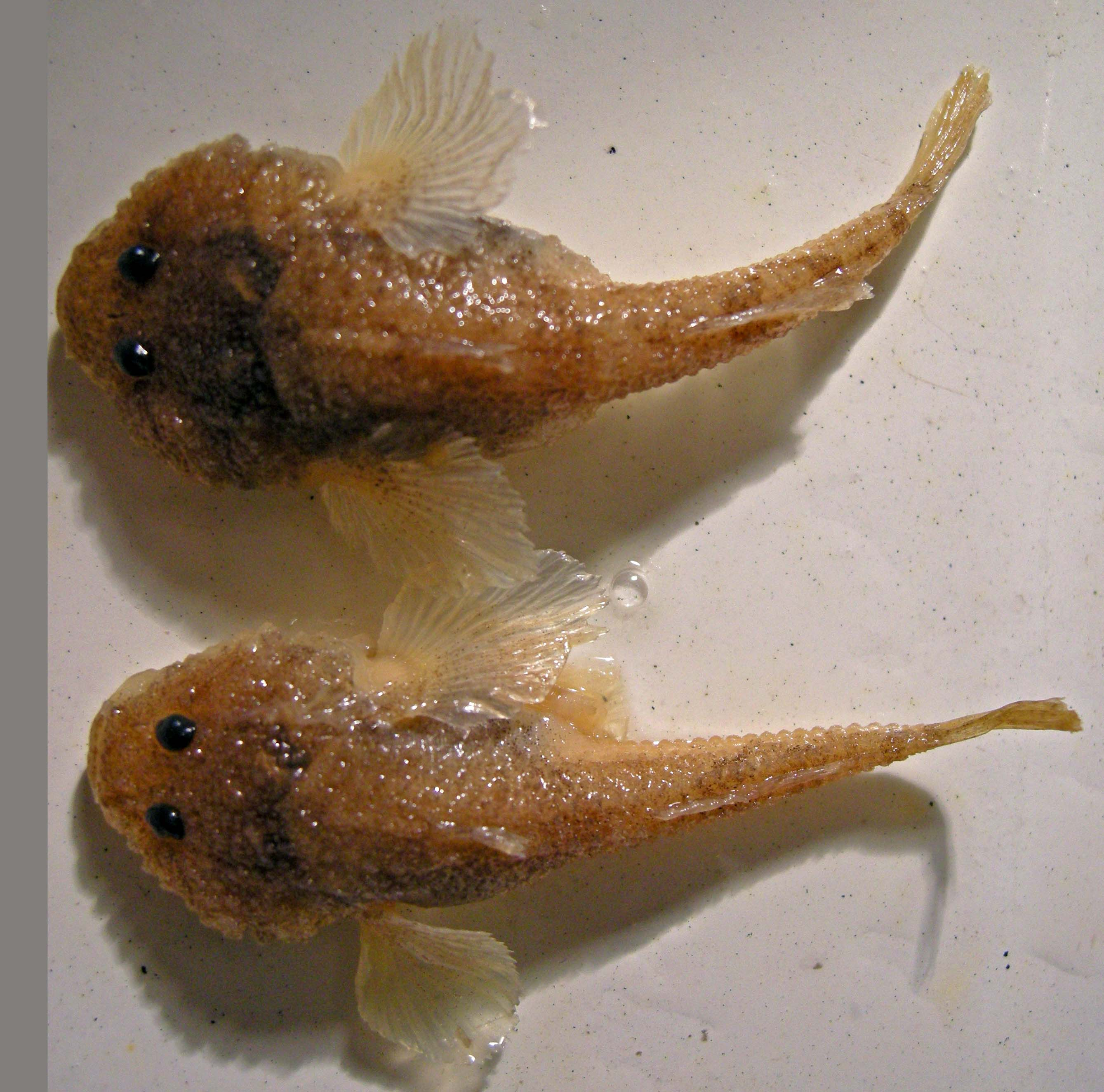
Benthophilus durrelli
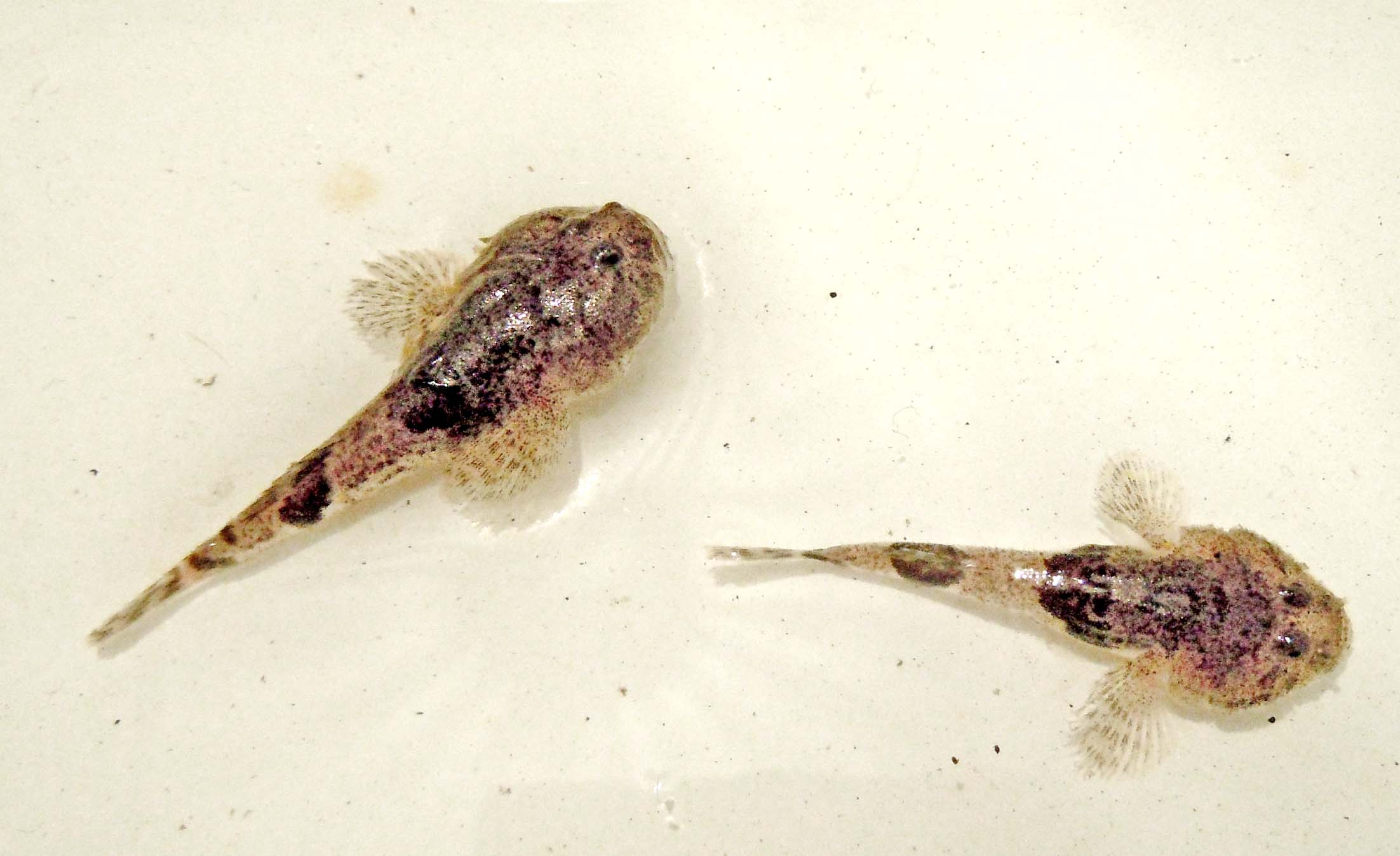
Benthophilus granulosus
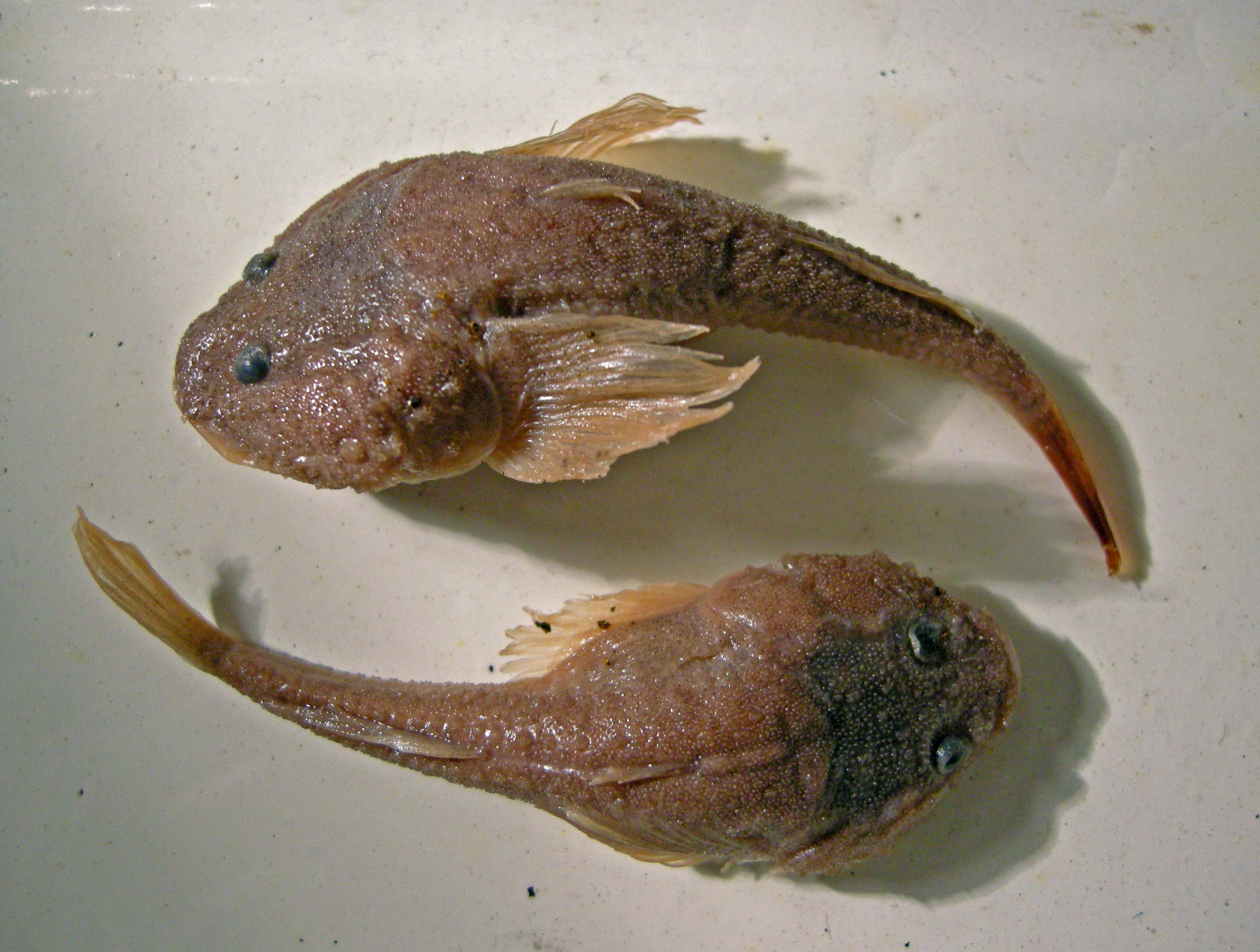
Benthophilus macrocephalus